# Partido Húngaro de los Trabajadores
El Partido Húngaro de los Trabajadores (húngaro: Magyar Dolgozók Pártja, abreviado MDP) fue un partido político húngaro de ideología comunista, gobernante del país de 1948 a 1956.
Fue formado por una fusión del Partido Comunista Húngaro (MKP) y el Partido Socialdemócrata de Hungría (MSZDP).  Aparentemente una unión de iguales, la fusión en realidad había ocurrido como resultado de la enorme presión ejercida sobre los socialdemócratas tanto por los comunistas húngaros como por la Unión Soviética. Los pocos socialdemócratas de mentalidad independiente que no habían sido dejados de lado por las tácticas de salami comunistas fueron expulsados en poco tiempo después de la fusión, dejando al partido esencialmente como MKP con un nuevo nombre.
Su líder fue Mátyás Rákosi hasta 1956, luego Ernő Gerő en el mismo año durante tres meses, y finalmente János Kádár hasta la disolución del partido. A otros partidos políticos húngaros legales menores se les permitió continuar como partidos de coalición independientes hasta finales de 1949, pero estaban completamente subordinados al MDP.
Durante la Revolución húngara de 1956, el partido fue reorganizado en el Partido Socialista Obrero Húngaro (MSZMP) por un círculo de comunistas liderados por Imre Nagy. El nuevo gobierno de Nagy declaró evaluar el levantamiento no como contrarrevolucionario sino como un "gran evento nacional y democrático" y disolver la Policía de Seguridad del Estado (ÁVH). 
La declaración de Hungría de volverse neutral y salir del Pacto de Varsovia provocó la segunda intervención soviética el 4 de noviembre de 1956. Después del 8 de noviembre de 1956, el MSZMP, bajo el liderazgo de Kádár, apoyó plenamente a la Unión Soviética. Era miembro del Frente Popular Patriótico.

## Historia
Sus orígenes se encuentran en la fusión del Partido Comunista de Hungría (MKP) y el Partido Socialdemócrata Húngaro (SZDP), la cual tuvo lugar en junio de 1948 a iniciativa de los líderes soviéticos. 
Poco después de su creación se integró en la organización internacional de partidos comunistas, el Kominform.
Su líder hasta 1956 fue Mátyás Rákosi, sucedido durante dos meses por Erno Gero y por János Kádár hasta la disolución del partido. Se convirtió en el partido que ostentó el monopolio del poder político en la República Popular de Hungría durante sus primeros años. La mala situación económica del país y la impopularidad de Rákosi acabaron motivando presiones desde Moscú para impulsar ciertas reformas lo que llevó a que Rákosi nombrara Primer ministro a Imre Nagy. Sin embargo, la continuada inflexión de Rákosi acabaría provocando un estallido popular contra el régimen.
Durante la Revolución de Hungría de 1956, el partido fue reorganizado con el nombre de Partido Socialista Obrero Húngaro (MSZMP) por un círculo de comunistas alrededor de Imre Nagy. Sin embargo, después del 4 de noviembre de 1956, el MSZMP fue controlado por János Kádár y apoyó completamente las directrices de la Unión Soviética.

## Secretarios generales
| Nombre          | Cargo              | Duración                                  |
| --------------- | ------------------ | ----------------------------------------- |
| Árpád Szakasits | Presidente1        | 12 de junio de 1948 - 26 de abril de 1950 |
| Mátyás Rákosi   | Primer Secretario2 | 12 de junio de 1948 – 18 de julio de 1956 |
| Ernő Gerő       | Primer Secretario  | 18 de julio – 25 de octubre de 1956       |
| János Kádár     | Primer Secretario  | 25 – 31 de octubre de 1956                |

1 Cargo meramente testimonial, disuelto en 1950.
2 Entre 1948 y 1953 oficialmente era el "Secretario general".